# Myrcianthes minimifolia
Myrcianthes minimifolia là một loài thực vật có hoa trong Họ Đào kim nương. Loài này được (McVaugh) McVaugh mô tả khoa học đầu tiên năm 1963.